# Alkersleben
Alkersleben là một đô thị ở huyện Ilm, in Thüringen, Đức. Đô thị này có diện tích 9,98 km², dân số thời điểm 31 tháng 12 năm 2006 là 340 người.